# Incourt (Pas-de-Calais)
Incourt (Aussprache [ɛ̃ˈkuʁ]) ist eine französische Gemeinde mit 90 Einwohnern (Stand: 1. Januar 2022) im Département Pas-de-Calais in der Region Hauts-de-France (vor 2016 Nord-Pas-de-Calais). Sie gehört zum Arrondissement Montreuil und zum Gemeindeverband Les 7 Vallées. Die Einwohner werden Incourtois und Incourtoises genannt.

## Lage
Die Gemeinde Incourt liegt im Artois auf einem Plateau zwischen den Flusstälern von Ternoise und Canche, 360 Kilometer ostsüdöstlich von Montreuil-sur-Mer. Nachbargemeinden von Incourt sind Blingel im Norden, Éclimeux im Nordosten, Fresnoy im Südwesten, Willeman im Süden sowie Neulette im Südosten, Willeman im Süden, Fresnoy im Südwesten sowie Rollancourt im Westen. Durch die Gemeinde Incourt führt die teilweise autobahnartig ausgebaute Fernstraße D 939 von der Ärmelkanalküste nach Arras.

## Bevölkerungsentwicklung
| Jahr                       | 1962 | 1968 | 1975 | 1982 | 1990 | 1999 | 2007 | 2014 | 2022 |
| Einwohner                  | 121  | 119  | 126  | 123  | 104  | 92   | 92   | 75   | 90   |
| Quellen: Cassini und INSEE |      |      |      |      |      |      |      |      |      |

## Sehenswürdigkeiten

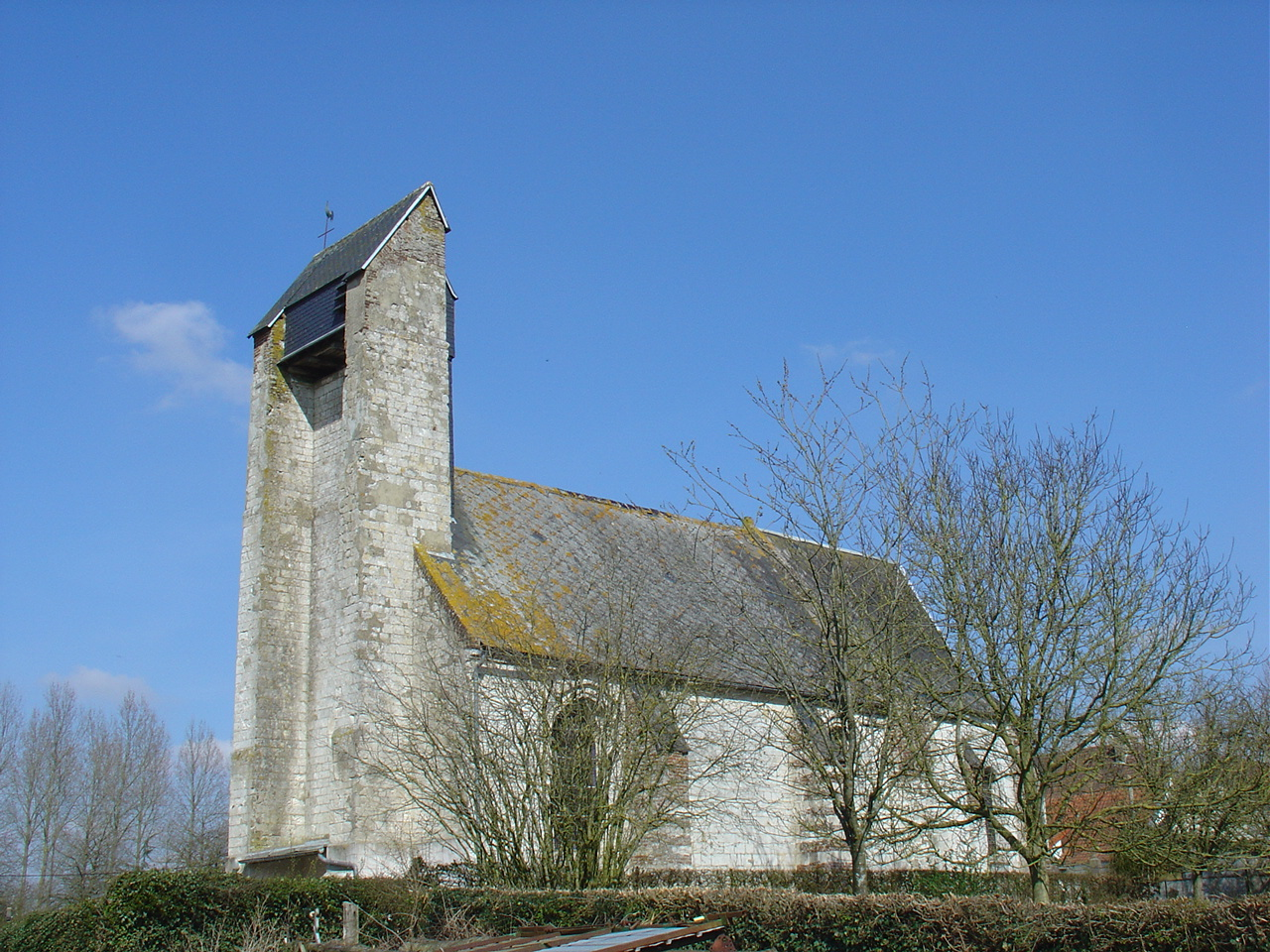
Kirche Saint-Martin
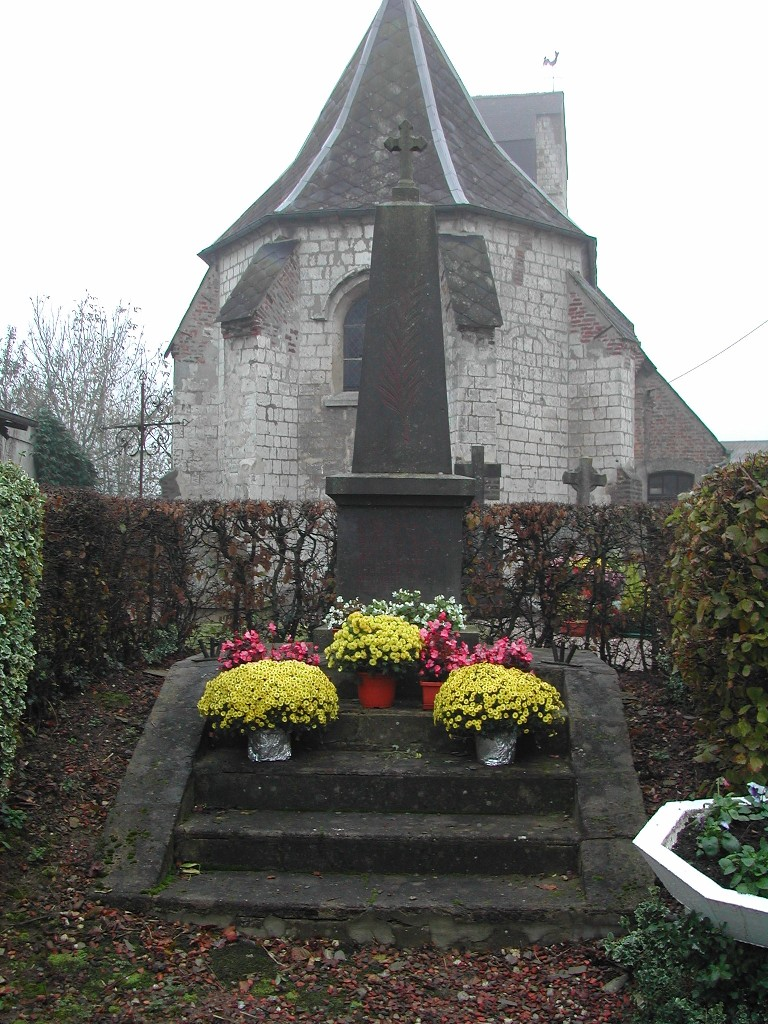
Gefallenendenkmal

- Kirche Saint-Martin
- Gefallenendenkmal